# 漁人大廈

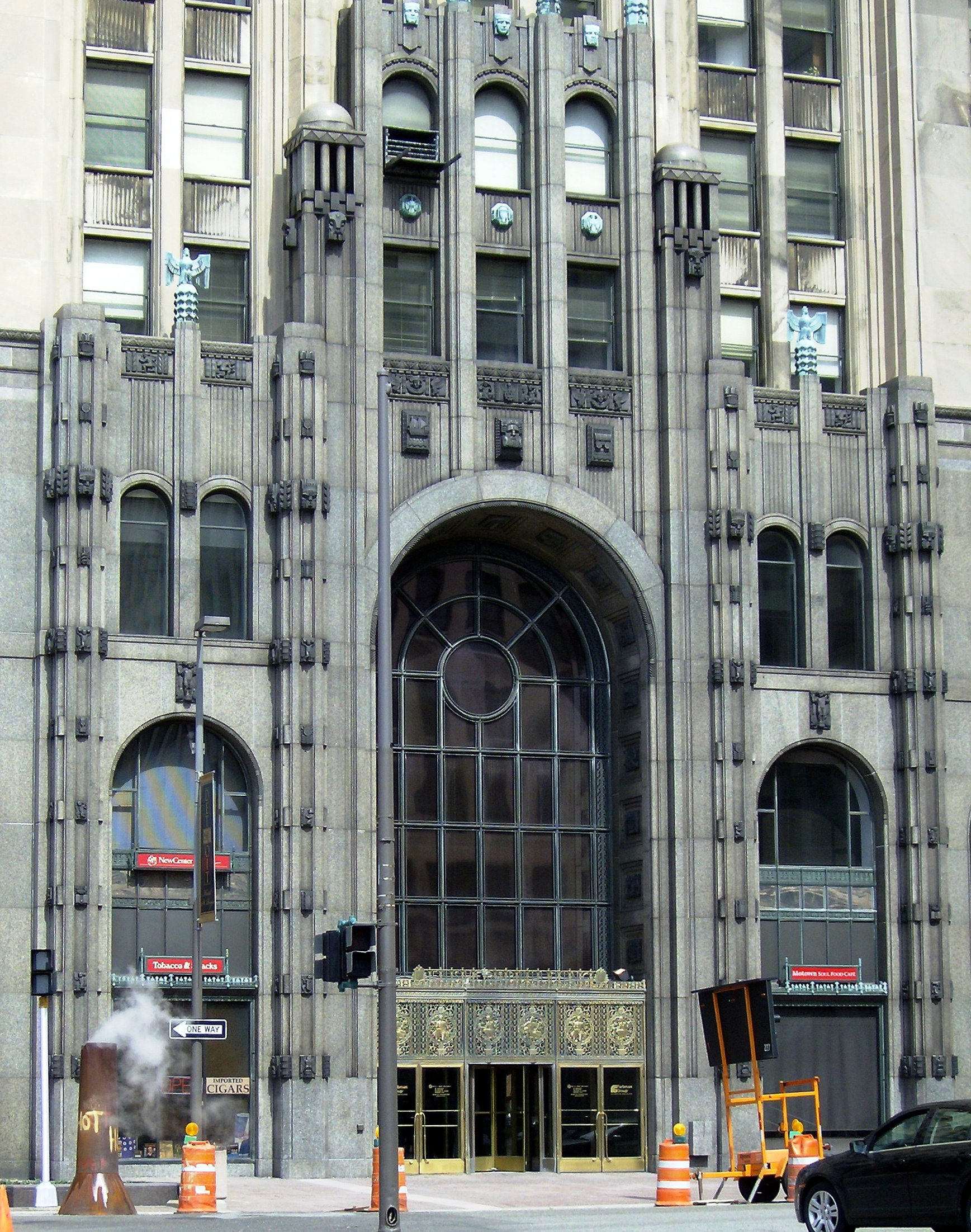
大廈正面入口處

漁人大廈（Fisher Building）或譯費舍爾大廈、費雪大廈，是位於美國密歇根州底特律西大道3011號（3011 West Grand Boulevard）的一座地標性摩天大樓，當時費雪車體的原持有人費雪家族用將該公司賣給通用汽車的所得款項建造了這棟大廈。
漁人大廈落成于1928年，風格屬於華麗的裝飾風藝術，內部空間用作商業辦公樓和零售店。 現在是國家歷史地標。有兩千多個坐席的費雪劇院和 底特律公立學校的總部均位於大廈中。

## 建築
漁人大廈高30層，屋頂高度為428英尺（130），頂層高度為339英尺（103），尖頂高度為444英尺（135），大廈內有21座電梯。大廈整體由阿爾伯特·卡恩和他的事務所及約瑟夫·納撒尼爾·弗朗徹合作完成。 對兩位建築師來說這座大廈都是一個創新， 而建築本身則被稱作“底特律最大的藝術品”。 匈牙利藝術家Géza Maróti裝飾的桶形穹窿使用了40多種大理石，在建築師中間也是較有名的作品。 1929年紐約建築聯盟授予該大廈銀獎章。

## 外部連結
- Fisher Building at Emporis.com （页面存档备份，存于）
- New Center Council （页面存档备份，存于）
- SkyscraperPage.com's Profile on the Fisher Building （页面存档备份，存于）
- Metro Times review of American City: Detroit Architecture （页面存档备份，存于）
- Boxoffice Magazine 1962 story on Fisher Theatre remodel
- Motion Picture News 1929 Fisher Theatre pictorial